# میسیون‌های سن آنتونیو
میسون‌های سن آنتونیو یک میراث جهانی واقع در و اطراف سن آنتونیو، تگزاس، ایالات متحده آمریکا است. این میراث جهانی شامل پنج سایت میسون، یک مزرعه تاریخی و املاک مرتبط است. این پاسگاه‌ها در اوایل قرن ۱۷۰۰ توسط کلیسای کاتولیک و فرقه مذهبی برای گسترش مسیحیت بین بومیان آمریکا تأسیس شد. این میسون‌ها بخشی از سیستم استعمار اسپانیای جدید بودند که در قرن‌های ۱۷، ۱۸ و ۱۹ در شمال شرقی مکزیک گسترش یافت. با استقلال تگزاس و جنگ مکزیک-آمریکا، این مناطق در سال ۱۸۴۸ بخشی از ایالات متحده شدند.
این سایت‌ها در سال ۲۰۱۵ در فهرست میراث جهانی ثبت شدند. طراحی‌های معماری آنها ترکیبی از فرهنگ اسپانیا و کوآهویل‌تکان است که شامل نمادهای کاتولیک و طرح‌های بومی است. همچنین باقی‌مانده‌های سیستم‌های توزیع آب را دارند که ترکیب فرهنگ بومیان و مستعمره‌نشین‌ها را نشان می‌دهد.